# هجوم شرق سوريا 2014
هجوم شرق سوريا 2014 كان هجوما شنه تنظيم الدولة الإسلامية في العراق والشام (داعش) ضد المنشآت العسكرية التي تسيطر عليها الحكومة في شرق سوريا خلال الحرب الأهلية السورية، بعد طرد الثوار السوريين من المنطقة. ويعتبر هذا الهجوم أكبر هجوم عسكري على الحكومة السورية يشنه تنظيم الدولة الإسلامية منذ إنشائه. ويعتبر أيضا رد فعل على العمليات العسكرية التي يقوم بها الجيش السوري ضد مواقع داعش في شرق سوريا.

## الهجوم

### الاعتداءات على الرقة والحسكة وحلب
وفي وقت متأخر من مساء يوم 23 يوليو، شنت قوة هجومية تابعة لتنظيم الدولة الإسلامية قوامها 640 فردا (40 متسللا) هجوما على قاعدة الفرقة 17، شمال الرقة، من ثلاثة أطراف. وقد بدأ الهجوم بهجومين انتحاريين. وقد أحبط المدافعون كلاهما قبل أن يصلوا إلى أهدافهما. ومع ذلك، فإن الانفجارات تركت 19 جنديا قتيلا. في اليوم التالي، وبعد ساعات فقط من بدء الهجوم على الفرقة 17، شن تنظيم الدولة الإسلامية هجوما على الكتيبة 121 (المعروف باسم كتيبة مليبية)، وجنوب الحسكة، ونقطة تفتيش بانوراما عند المدخل الجنوبي للمدينة. ووفقا لبعض التقارير، فإن المسلحين اخترقوا القاعدة وقتلوا الجنرال موبد سلامة ومعه 20 من رجاله. ونفى مسؤول بالجيش السوري هذا الادعاء. وفي الوقت نفسه، قام أربعة متسللين متنكرين في زى أعضاء الجبهة بمهاجمة مبنى حزب البعث في الحسكة، مما اسفر عن مقتل زعيم سياسى بحزب البعث رفيع المستوى. قام المتسللون الأربعة في تنظيم الدولة الإسلامية بتفجير أنفسهم في نهاية المطاف، مما أسفر عن مقتل ما مجموعه 12 شخصا.
وأثناء ليلة 25 يوليو، تم تفجير سيارة مفخخة عند نقطة تفتيش بانوراما، مما أسفر عن مقتل خمسة جنود. وفي الوقت نفسه، قتلت اشتباكات في المحيط الجنوبي لمدينة الحسكة ثلاثة من مقاتلي وحدات حماية الشعب، بينما لقي 11 جنديا سوريا (بمن فيهم ضابط) حتفهم أثناء دفاعهم عن فوج المدفعية رقم 121. وقتل أيضا 17 مقاتلا من تنظيم الدولة الإسلامية بالقرب من القاعدة.
وفي 26 يوليو، سيطر تنظيم الدولة الإسلامية على الشعبة 17 بعد انسحاب القوات الحكومية، بعد يومين من القتال. تراجع مئات الجنود من القاعدة نحو اللواء 93 والقرى المجاورة. تم سحب ثلاث مجموعات، في حين بقيت مجموعة واحدة لتغطية التراجع. وتعرضت إحدى المجموعات المتقهقرة لكمين نصبه تنظيم الدولة الإسلامية، ولكن جماعتان الأخريين، وعددهم مئات الجنود، وصلوا إلى اللواء 93 في ذلك اليوم. ولا يزال 300 جندي آخر محتجزين في قرية الرحيات. 50 جنديا من مجموعة كمين تم القبض عليهم وأعدموا بإجراءات موجزة. إجمالا، قتل 85 جنديا في معركة لصالح الشعبة 17. ووفقا للمرصد السوري لحقوق الإنسان فإن مصير 200 آخرين لا يزال مجهولا. وقد سيق بعض الجنود السوريين الذين أعدموا في الرقة في استعراض حيث تم وضع رؤوس الجنود على الأعمدة. قتل أيضا 28 مقاتلا من تنظيم الدولة الإسلامية خلال عملية الاستيلاء على الشعبة 17.
وفي اليوم نفسه، اخترقت قوات تنظيم الدولة الإسلامية قاعدة كويرس الجوية المحاصرة، شرق حلب، واستولت على أجزاء من حرم المطار.
وفي المساء، أفيد بأن تنظيم الدولة الإسلامية تمكن من السيطرة على أجزاء كبيرة من كتيبة المدفعية 121، وبحلول اليوم التالي، ووفقا للمرصد السوري لحقوق الإنسان، سيطرت بالكامل على القاعدة. وعلى الرغم من ذلك، ووفقا للمصادر الكردية، استعادت القوات الحكومية السيطرة على القاعدة بعد أن تراجعت قوات داعش تحت نيران المدفعية الثقيلة. أفيد أيضا بأن وحدات حماية الشعب استولت على أسلحة من الجيش السوري في مدينة الحسكة، في حين قام وحدات الحماية الشعبية ومقاتلون موالون للحكومة بتسيير دوريات مشتركة في الأجزاء الجنوبية من الحسكة لمنع تنظيم الدولة الإسلامية من السيطرة على المدينة. وفقا لوكالة أنباء الدولة (سانا)، استعاد الجيش مركز السجون للمراهقين، ومقبرة الشهداء، ومنطقة الأحراش على المشارف الجنوبية للحسكة.
وفي الوقت نفسه، وصل العشرات من الجنود الحكوميين الفارين من الفرقة التي تم الاستيلاء عليها 17، إلى قاعدة الثورة الجوية المعروفة أيضا باسم الطبقة. خلال هذه الفترة أيضا، تقهقرت قوات تنظيم الدولة الإسلامية من قاعدة كوايريس الجوية بسبب القصف الشديد.

### هجوم مضاد للجيش السوري
في 31 يوليو، تراجع مقاتلو تنظيم الدولة الإسلامية في العراق والشام من منطقة المشتل باتجاه مفرق صديق، على بعد سبعة كيلومترات غرب مدينة الحسكة، بسبب القصف المحتمل من جانب القوات الحكومية. وفي الوقت نفسه، قصف التنظيم نفسه الحسكة بقذائف الهاون، مما أسفر عن مقتل ثلاثة أشخاص.
وفي 1 أغسطس، انسحبت قوات الجيش المضاد للهجوم وداعش من مناطق جنوب شرق مدينة الحسكة. واستولت القوات الحكومية على قرى الإنسان، والعشي، والفاهيا، والمعارف، والمعارة، ووصلت في نهاية المطاف إلى ملتقى الشدادي القديم أثناء تقدمها.

### زيادة التقدم المحرز لتنظيم الدولة الإسلامية
وبعد اشتباكات بين ليلة وضحاها بدأت بتفجير انتحاري ثلاثي في 7 أغسطس، استولت قوات تنظيم الدولة الإسلامية على أجزاء كبيرة من قاعدة اللواء 93. في اليوم التالي، كان تنظيم الدولة الإسلامية يسيطر سيطرة كاملة على القاعدة وبدأ في الإعداد لمهاجمة قاعدة الطبقة الجوية، وهي آخر معاقل الحكومة في محافظة الرقة. في الماضي، حاصرت جماعات متمردة مختلفة قاعدة الطبقة الجوية في فترات زمنية مختلفة. وفي 25 نوفمبر 2013، اسقطت مروحية حكومية خارج القاعدة، مما أسفر عن مقتل جميع أفراد طاقمها.
وبحلول هذا الوقت، تم تحديث عدد الجنود الذين تأكد مقتلهم في الشعبة 17 إلى 105 جنود، في حين لا يزال 140 جنديا آخر في عداد المفقودين. 108 من الجنود المفقودين وصلوا إلى القاعدة الجوية في 14 أغسطس.
وفي 8 أغسطس، صد تنظيم الدولة الإسلامية في العراق والشام محاولة للقوات الكردية والقوات الموالية للحكومة لاستعادة حي غويران في مدينة الحسكة من خلال جسر البيروتي.

### معركة قاعدة الطبقة الجوية
وفي حوالي 10 أغسطس 2014، بدأ تنظيم الدولة الإسلامية باستمرار في مهاجمة قاعدة الطبقة الجوية.
وبعد أسبوعين من القتال، وصد عدة هجمات لتنظيم الدولة الإسلامية، في 24 أغسطس، خرق مقاتلو تنظيم الدولة الإسلامية الطبقة وسيطروا على أجزاء كبيرة من القاعدة الجوية. وقع هذا الهجوم عندما كان الجيش ينسحب بالفعل من القاعدة إلى منطقة إثريا، مما أدى إلى ترك حامية صغيرة خلفه. وفي نهاية المطاف تم الاستيلاء على القاعدة في ذلك اليوم.
وفي الهجوم الأخير، قتل 170 جنديا سوريا، في حين قتل 346 من مقاتلي الدولة الإسلامية و195 جنديا سوريا منذ بداية المعركة. تم في وقت لاحق تحديث عدد الجنود القتلى إلى 200 جندي. أفيد بأن 150 جنديا آخرين قد ألقي القبض عليهم، بينما تمكن 700 جندي من التراجع.

### موحسن وسد البعث
وفي 28 أغسطس، شنت طائرات مقاتلة سورية هجوما دقيقا على مقر تنظيم الدولة الإسلامية في مدينة موحسن، خلال اجتماع بين قادة عسكريين وقضاة في الشريعة. وأسفر الهجوم عن مقتل معظم الزعماء في الداخل (عددهم ستة)، في حين أصيب آخرون. غارة جوية أخرى وقعت في اليوم نفسه ضد مخيم لتنظيم الدولة الإسلامية بالقرب من سد البعث، مما أسفر عن مقتل وإصابة العشرات من المتمردين. وفقا لللمرصد السوري لحقوق الإنسان، أعدم تنظيم الدولة الإسلامية 160 جنديا سوريا في الفترة من 27 إلى 28 أغسطس. في بداية أكتوبر، تمكن 29 جنديا مفقودا من اللواء 93 من الوصول إلى مقر قيادة الجيش في مدينة الحسكة.

## أعقابه
قامت القوات الجوية بقصف معسكر تدريب لتنظيم الدولة الإسلامية في العراق والشام في شرق سوريا في 14 سبتمبر، مما أسفر عن سقوط 17 من ضحايا تنظيم الدولة الإسلامية في العراق والشام. في اليوم التالي، قام مهندسون من القوات الخاصة والجيش السوري بتفجير الجسر السياسي في دير الزور، مما أسفر عن مقتل جميع المسلحين الذين كانوا فيه. وبذلك فقد تنظيم الدولة الإسلامية في العراق والشام الطريق البري الوحيد المتاح للانتقال إلى أجزاء من المدينة التي تسيطر عليها. وكان لابد من تسليم المزيد من الإمدادات عن طريق القوارب.